# Lenton Parr

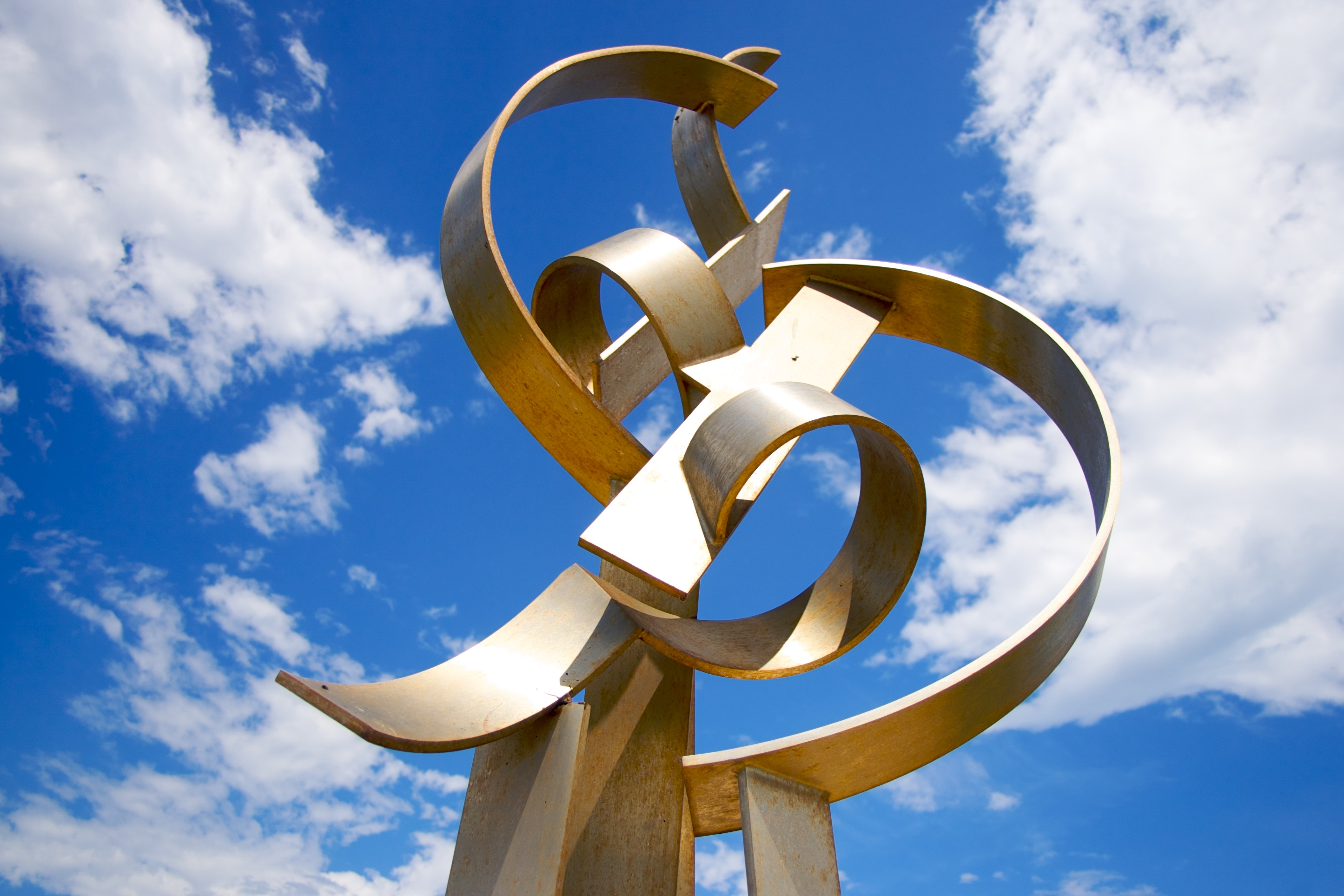
Windhose (2001) in Melbourne

Lenton Parr (* 11. September 1924 in Melbourne; † 8. August 2003 in Coburg, Victoria) war ein australischer Bildhauer und Lehrer für Kunst.

## Leben und Werk
Lenton Parr war acht Jahre bei der Royal Australian Air Force, bevor er am Royal Melbourne Technical College in Melbourne Bildhauerei studierte. Wie in den Zeiten der Großen Depression und während des Zweiten Weltkriegs, waren auch im Nachkriegsaustralien Bildhauerarbeiten kaum nachgefragt und fanden keine Anerkennung, deshalb formierte sich die Victorian Sculptors Society im Jahre 1949, die die Bildhauerkunst in Australien verbreiteten wollte. In dieser Organisation war auch später Lenton Parr Präsident.
Nach seinem Studium ging Parr von 1955 bis 1956 nach Großbritannien, wo er als Assistent von Henry Moore arbeitete. In seinen frühen Werken ist der Einfluss von Moore erkennbar, während es in den 1960er Jahren monumentaler und abstrakter wurde. Seine Werke in jener Schaffensperiode, unter anderem seine Reihe Constellations, festigten seinen künstlerischen Ruf. In den 1960er Jahren wurden seine Werke stromlinienförmiger, mit Stahlplatten und gekrümmten Stahlbändern gestaltet. Sein Werk mit den konstruktiven Elementen beeinflusste andere Bildhauer wie Reg Butler, Lynn Chadwick, Herbert Ferber und Julio González.
Im Jahre 1967 spaltete sich aus der Victorian Sculptors Society die  Centre Five Group of sculptors oder Centre 5 ab, in der Clifford Last, Inge King, Norma Redpath, Vincas Jomantas, Teisutis Zikaras, Julius Kane und Lenton Parr Mitglieder waren. Die Gruppe versuchte mit Architekten zu kooperieren, um Skulpturen im öffentlichen Raum aufzustellen und sie in öffentlichen Sammlungen zu präsentieren.
Die Skulptur Agamemnon von Parr aus dem Jahre 1968 war eine der ersten Arbeiten, die als moderne Kunst von einem australischen Kunstmuseum aufgekauft wurde.
Lenton Parr wurde von 1974 bis 1984 Direktor des Victorian College of the Arts, die ab 2009 zum Victorian College of Arts and Music umbenannt wurde, eine Fakultät der Universität Melbourne. Zu seinem Gedenken wurde die Universitätsbibliothek in Lenton Parr Music, Visual and Performing Arts Library genannt.